# Tonle Bati
Tonle Bati là một hồ nhỏ cách Phnôm Pênh 30 km về phía nam. Đây là nơi nghỉ cuối tuần nổi tiếng của thành phố. Gần hồ có ngôi đền Ta Prohm được xây dựng vào thế kỷ 12 dưới thời vua Jayavarman VII.